# Clark Hunt

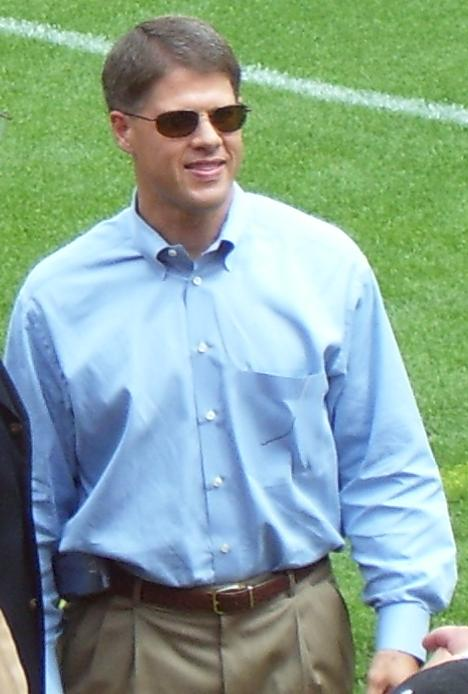
Clark Hunt

Clark Knobel Hunt (Dallas, 19 februari 1965) is de voorzitter van de Kansas City Chiefs, die uitkomen in de National Football League en mede-oprichter van de Major League Soccer.
Hij is de zoon van Lamar Hunt en de kleinzoon van olietycoon H.L. Hunt. Na de dood van zijn vader in 2006, erfden hij en drie anderen de Kansas City Chiefs. De andere drie erfgenamen besloten om Clark tot verantwoordelijke en aanspreekpunt te maken namens de familie Hunt bij de Chiefs.